# Regimentul I de Graniță de la Orlat, Compania I-a

Localităţile Companiei I-a de graniţă

Compania I-a făcea parte din Regimentul I de Graniță de la Orlat în cadrul Graniței Militare din Transilvania (în germană Siebenbürgische Militärgrenze), instituită în anul 1764 de autoritățile imperiale drept cordon sanitaire la frontiera sudică a Principatului Transilvania.

## Comandanți
- Locotenent-colonelul Cutean Ioan Mihai(Kutyan Johann Michael) (n.1761, Cugir) - comandant în perioada 1807 - 1811[1].